# 塞巴斯蒂安·萨穆埃尔松
塞巴斯蒂安·萨穆埃尔松（瑞典語：Sebastian Samuelsson，1997年3月28日—）生于南曼兰省卡特琳娜霍尔姆，是一名瑞典男子冬季两项运动员。

## 生平
萨穆埃尔松是家中三个孩子中年纪最大的，他父母原本在Malmköping经营一家农场，后来他们希望在索莱夫特奥发展，萨缪尔森也因此在9岁随家人时移居至那里，之后他在那里开始练习滑雪。他在2016年12月完成了自己的世界杯分站赛首秀。2017年3月，他获得了瑞典冬季两项联合会颁发的年度最佳男子运动员以及国际冬季两项联盟颁发的年度最佳新人男运动员奖。